# MTV Litwa
MTV Litwa (Music Television Lithuania) – litewski telewizyjny kanał muzyczny, który wystartował 4 września 2006 r. MTV Litwa jest częścią nowego projektu - MTV Networks Baltic, który obejmuje również MTV Estonia i Łotwa. 
Kanał MTV Litwa nadaje różne programy, które kierują się przeciwko zmianom klimatu i zachęca ludzi do spowolnienia zmian klimatycznych poprzez bardzo małe zmiany w twoim domu. MTV Litwa zrealizowało nowy projekt – „zacznij od siebie”. Od 10 października 2007 r. MTV wraz z gminą Wilno realizuje projekt – „Zakaz palenia”, zachęcając młodych ludzi do rzucenia palenia, kupując specjalne bransoletki. MTV Networks Europe uruchomił kanały: MTV Litwa i MTV Łotwa we wrześniu 2006. Na początku 2009 r. kryzys finansowy w latach 2007–2009 miał duży wpływ na lokalną gospodarkę MTV Litwa i MTV Łotwa, gdzie połączyły się w jeden kanał telewizyjny: MTV Litwa i Łotwa.

## Programy
- „Papimpink mano ratus“ („Pimp My Ride“)
- „Jackass"
- „Wishlist“
- „World Chart Express“
- „Futurama"
- „Hitlist Base Chart“
- „Rock Chart“
- „UK TOP 10“
- Baltish
- „Lūšnos“ („MTV Cribs“)
- „Tikras gyvenimas“ („True Life“)
- „Lagūnos aistros“ („Laguna Beach“)
- „Didysis žaidimas” (Two-A-Days).
- „MTV Vaivorykštė“ („MTV Rainbow“)
- „Pagaminti“ („Made“)
- „Žmogus milžinas“ („Human Giant“)
- „Išdurtas" („Punk'D")
- „Nervų gadintojai" („Boiling Points")
- „Holivudo aistros" („The Hills")
- „Iššūkis" („Challenge")
- „Euro top 20"
- „Baltic top 20"
- „Šokių aikštelės dešimtukas" („DanceFloor Chart)
- „Hitlist Base Chart"
- „Rock Chart"
- „Hoganas žino geriau“ („Hogan knows best“)